# Associação Esportiva Santacruzense
Associação Esportiva Santacruzense é um clube brasileiro de futebol da cidade de Santa Cruz do Rio Pardo, interior do estado de São Paulo. Foi fundada em 25 de janeiro de 1931 e suas cores são vermelha, branca e preta. A Santacruzense está disputando, atualmente, a Segunda Divisão do Campeonato Paulista, equivalente ao quinto nível estadual.

## História
A Associação Esportiva Santacruzense foi fundada no dia 25 de janeiro de 1931 por um grupo de atletas amadores da cidade de Santa Cruz do Rio Pardo. O objetivo era competir com outra agremiação do município, o Operário Futebol Clube. Entretanto, com o passar do tempo o clube foi conquistando o carinho dos torcedores e se tornou o time oficial da cidade.
Antes da sua profissionalização, em 1954, a Santacruzense oficializou a inauguração do Estádio Municipal Leônidas Camarinha, que apesar de já existir, não era utilizado pelo clube. Na partida de estreia, o resultado foi uma vitória por 3 a 2 sobre o Bauru (Bac).
A estreia em competições da Federação Paulista de Futebol se efetivou no Campeonato Paulista da Terceira Divisão (atual Série A-3) a partir de 1954, onde permaneceu até 1958. Neste meio tempo, em 1955, que terminou em 1956; o clube alcançou sua melhor classificação em uma competição até então, ou seja; o vice-campeonato.
Após um período de três anos sem inscrição em torneios profissionais, a Santacruzense retornou em 1962, também na Terceira Divisão, onde sagrou-se campeã, ganhando o seu primeiro e único título profissional da história. Com essa conquista, teve o direito de disputar, no ano seguinte, o Campeonato da Segunda Divisão (atual A-2), onde permaneceu até 1967; quando novamente ficou longe dos gramados. No segundo retorno, em 1969, retornou à Terceira Divisão e novamente passou um tempo sem competir profissionalmente.
As atividades foram retomadas profissionalmente em 1979, no Campeonato Paulista da Quinta Divisão (atualmente extinta). Como a partir de 1980 o número de divisões foi diminuindo, apesar de continuar sob a mesma denominação, o campeonato era equivalente à Série A-3 de hoje. Em 1981, o clube não participou das competições da FPF e retornou no ano seguinte 1982, disputando também as temporadas de 1983 e 1984.
A Santacruzense não se inscreveu nas competições de 1985, mas em 1986 disputou o Campeonato Paulista da Terceira Divisão. Outra parada em 1987 por um ano, antes de disputar a Terceira Divisão em 1988 e 1989.
Em 1990, mais uma interrupção, até voltar com força em 1991 na Terceira Divisão, onde permaneceu por três anos. Após outro longo período licenciado, a Associação Esportiva Santacruzense participou da Série B-2 (Quinta Divisão) do Campeonato Paulista em 2004. Porém, no ano seguinte 2005, disputando o Campeonato Paulista da Quarta Divisão (atual Série B), conseguiu o acesso à Série A-3 do Estadual, onde foi rebaixada no ano de 2008, retornando à Série B, de 2007, de onde saiu em 2010, ao subir como 5ª colocada no campeonato em virtude da extinção do Votoraty. Em 2011 conseguiu o acesso à Série A2 do Paulistão de 2012 e se sagrando vice-campeão, perdendo a disputa para o Penapolense.
No dia  2 de Abril de 2012 devido a melhoras na estruturas e nova parceria a equipe decide mudar de nome passando a se chamar Santa Cruz Futebol Clube, mas esta opção foi descartada depois de um posicionamento contra da imprensa e da FPF. Nesse mesmo ano, após mau começo de temporada, o Tricolor Santacruzense se safou no sufoco do rebaixamento após um jogo que ficou para a história: a equipe vencera o Audax São Paulo Esporte Clube (atual Grêmio Osasco Audax), até então líder da primeira fase, de virada por 2 a 1 em pleno Estádio Nicolau Alayon. Os gols santacruzenses foram anotados por Diogo e Lucas Limão.
Em 2013, após uma má campanha, a equipe é rebaixada para a Série A-3 do Campeonato Paulista após um empate em 1 a 1 diante da Portuguesa, em casa, pela penúltima rodada da primeira fase. A equipe terminou o campeonato na 19ª posição, com apenas 15 pontos. Em 2014, após um mau começo de campeonato, mas com uma arrancada no final, a equipe encerrou a primeira fase da Série A-3 na 15ª colocação, com 21 pontos, escapando do rebaixamento. Em 2015, com uma péssima campanha, a equipe é rebaixada à Série B do Campeonato Paulista após ser goleada por 5 a 0 pela equipe de Taubaté, ainda pela 17ª rodada da primeira fase. A equipe terminou na 19ª  colocação, com 13 pontos e apenas 3 vitórias.
Em 2016, disputou o Campeonato Paulista da Segunda Divisão, que, na época, equivalia ao quarto nível do futebol paulista, chegando até a fase de quartas de final, sendo eliminada pelo XV de Jaú após empate fora por 1 a 1 e derrota em casa por 2 a 0. Em 2017, por problemas financeiros e político-administrativos, a equipe não disputou  nenhum campeonato de futebol profissional.
Em 2018, após conseguir regularizar seu estádio, retorna ao futebol profissional, disputando o Campeonato Paulista da Segunda Divisão, sendo dirigida pelo técnico Claudinho Batista.
Em 2019, o clube novamente disputa a Segunda Divisão, não conseguindo passar da primeira fase. A equipe ficou em 5º lugar em seu grupo, somando 11 pontos, sendo eliminada na última rodada ao empatar com o Vocem em 1 a 1.
Em 2020, por conta das dificuldades técnicas e financeiras provocadas pela paralisação em decorrência da pandemia de COVID-19, a Santacruzense desistiu de disputar o Campeonato Paulista da Segunda Divisão.
Nos anos de 2021 e 2022, a Locomotiva volta a disputar a Segunda Divisão, não fazendo boas campanhas e sendo eliminada ainda na primeira fase em ambas as ocasiões. 
Em 2023, a equipe faz uma péssima campanha, marcando apenas 1 ponto e abandonado o campeonato a duas rodadas do fim, após ser goleada por 7 a 0 pela Penapolense. Com isso, a equipe foi rebaixada à nova Segunda Divisão (que se tornou o quinto nível do futebol paulista após a criação da Série A4) e suspensa pela FPF do quinto escalão em 2024 em virtude da desistência.
Em 2025, foi confirmado que a Santacruzense jogará a Bezinha nesse ano junto com o Batatais, o Guarulhos e o Assisense, após a desistência de 4 times (América, Atlético Mogi, Barcelona e Fernandópolis)

## Estádio
A Santacruzense manda seus jogos no Estádio Municipal Leônidas Camarinha, cuja capacidade é de cerca de 7.500 lugares.

## Mascote
Em todas as cidades por onde passavam linhas ferroviárias, os clubes das localidades passavam a utilizar a locomotiva como símbolo ou mascote. Não foi diferente com a Santacruzense. É mais uma entre tantas equipes do interior paulista a prestar homenagem aos seus idealizadores na hora da escolha de sua mascote. Fundada por funcionários da extinta Estrada de Ferro Sorocabana, tornou-se referência da cidade de Santa Cruz do Rio Pardo.

## Gol de gandula
No dia 10 de Setembro de 2006, no Estádio Leônidas Camarinha, a Santacruzense empatou em 1 a 1 com o Atlético Sorocaba pela Copa Paulista com um gol polêmico. Quando o jogo estava 1 a 0 para o time sorocabano, a árbitra Silvia Regina de Oliveira validou um gol feito por um gandula. Após a bola ser chutada para fora por um jogador da Locomotiva, o gandula José Carlos Viera, mais conhecido como Canhoto, ao invés de dar a bola ao goleiro do time visitante colocou-a dentro do gol. Silvia Regina, sem ter visto o lance direito, deu o gol, pensando que a bola havia entrado. O caso teve repercussão nacional. A Santacruzense foi punida pelo caso, perdendo todos os mandos na competição e tendo que pagar uma multa de 50 mil reais. Porém, o placar da partida não foi alterado. Enquanto isso, a árbitra e o assistente receberam a pena de 20 dias de afastamento.

## Títulos
| ESTADUAIS | ESTADUAIS                      | ESTADUAIS | ESTADUAIS  |
|           | Competição                     | Títulos   | Temporadas |
| --------- | ------------------------------ | --------- | ---------- |
|           | Campeonato Paulista – Série A3 | 1         | 1962       |
| TOTAL     |                                |           |            |
|           | Competição                     | Títulos   | Temporadas |
|           | Títulos oficiais               | 1         | 1 Estadual |

### Campanhas de destaque
| DESTAQUES                             | DESTAQUES                             |
| Competição                            | Resultados                            |
| ------------------------------------- | ------------------------------------- |
| Campeonato Paulista – Série A3        | Vice-campeã (1955, 1986 e 2011)       |
| Campeonato Paulista – Segunda Divisão | 4ª colocada (2005) 5ª colocada (2010) |

## Estatísticas

### Participações
| Aumento | Promovido à divisão superior  |
| Baixa   | Rebaixado à divisão inferior  |
| Inativo | Licenciamento no ano seguinte |

|  | Participações em 2025 |

| Competição | Competição         | Temporadas | Melhor campanha         | Anos | A | R |
| São Paulo  | Série A2           | 7          | 3ª colocada (1966)      | 1963-1967 e 2012-2013                                                                                    | – | 1 |
| São Paulo  | Série A3           | 23         | Campeã (1962)           | 1954-1958 , 1962 , 1969 , 1980 , 1982-1984 , 1986 , 1988-1989 , 1991-1993 , 2006-2008 , 2011 e 2014-2015 | 2 | 3 |
| São Paulo  | Série A4           | 9          | 4ª colocada (2005)      | 2005 , 2009-2010 , 2016 e 2018-2019 2021-2023                                                            | 2 | 1 |
| São Paulo  | Segunda Divisão    | 6          | 9ª colocada (2025)      | 1979, 1995 , 2000-2001 e 2004 2025                                                                       | – | – |
| São Paulo  | Série B3 (extinto) | 2          | 7ª colocada (2003)      | 2002-2003                                                                                                | – |   |
| São Paulo  | Copa Paulista      | 4          | Quartas de final (2006) | 2006, 2011-2012 e 2014                                                                                   |   |   |

### Últimas 10 Temporadas
Legenda:
| Campeão Vice-campeão Eliminado nas semifinais | Campeão e promovido à divisão superior Vice-campeão e/ou promovido à divisão superior Rebaixado à divisão inferior | Classificado à fase de grupos da Copa Libertadores Classificado à fase preliminar da Copa Libertadores Classificado à Copa Sul-Americana Campeão do Campeonato do Interior |